# Яркость (фильм)
«Яркость» (англ. Bright) — американский фэнтезийный боевик режиссёра Дэвида Эйера. В главных ролях Уилл Смит и Джоэл Эдгертон. Выход в широкий прокат состоялся 22 декабря 2017 года.

## Сюжет
Действия разворачиваются в альтернативной реальности, где на улицах Лос-Анджелеса люди сосуществуют с орками, эльфами, кентаврами и феями. Офицер полиции Дэрил Уорд выходит на улицы вместе со своим новым партнёром, орком Джакоби, который становится первым в мире орком-полицейским. Когда Джакоби отправляется купить буррито в магазине, то появляется орк-гангстер, который открывает по Уорду огонь из дробовика.
После выздоровления Уорд готов вернуться к работе. Он изо всех сил пытается сохранить свой дом, так как у него с женой Шерри мало денег и много финансовых долгов. Его дочь София ненавидит то, что отец работает полицейским, так как опасается, что его убьют, к тому же на улицах города все ненавидят полицейских. По телевизору они видят интервью, в котором ведущие обсуждают Джакоби, и орк сообщает, что все остальные орки считают Джакоби предателем за то, что тот решил стать полицейским. Теперь и Уорд не испытывает доверия к напарнику, так как считает, что его подстрелили по вине орка.
Когда они приезжают на работу, то остальные полицейские вновь начинают издеваться над Джакоби, а Уорд просит начальство назначить ему нового напарника, однако безуспешно. Вскоре напарники приезжают по вызову о беспорядках и встречают на месте шерифа Родригеса. Они наблюдают, как сумасшедший по имени Серлинг размахивает посреди дороги мечом и выкрикивает полный вздор. Полицейские забирают у него оружие и берут под стражу. По дороге в участок мужчина на оркском языке общается с Джакоби и сообщает, что у него есть послание от организации под названием «Щит света», после чего сообщает, что пророчество избрало Джакоби, а также, что Уорд благословлён. Когда Уорд спрашивает напарника, что тот сейчас сказал, то Джакоби лишь говорит, что это был бред.
Позже к Уорду подходит капитан Перес вместе с двумя мужчинами из отдела внутренних расследований. Они уверены, что Джакоби намеренно упустил преступника, который выстрелил в Уорда, так как орки ценят свой клан куда выше закона. Они убеждают Уорда на плёнку записать признание его напарника. Мужчина соглашается, так как ему нужна эта работа.
Серлинга тем временем допрашивают агенты ФБР, эльф Кандомер и его партнёр человек Монтехью. Эльф спрашивает у задержанного, что тому известно о двух сестрах-эльфийках Лейле и Тикке. Серлинг говорит, что Лейла – тёмная эльфийка, являющаяся частью клана Инферни, что хочет воскресить Темного лорда, злую сущность, что была побеждена 2000 лет назад армией девяти рас. Чтобы освободить их повелителя, Лейле и её приспешникам нужны три волшебные палочки. Также Серлинг сообщает, что Лейла – одна из немногих «ярких», тех, кто может использовать волшебные палочки, а не быть уничтоженными ими при прикосновении к ним.
На ночном патруле Уорд пытается заставить Джакоби признаться в том, что тот специально упустил орка, однако в это время поступает вызов об инциденте, и они отправляются по нему. На месте по героям тут же открывают огонь, однако им удаётся одолеть преступника. В доме они находят несколько мертвых тел, при этом некоторые из них как будто сожжены заживо. Также они находят эльфийку Тикку, которая держит волшебную палочку.
После этого Уорд вызывает подкрепление. Однако, когда приезжают ещё трое полицейских, включая его капитана Перес, то они намереваются забрать палочку себе, а Уорду поручают убить Джакоби, чтобы избавиться от свидетеля и обузы отделения. Когда Уорд пытается противиться, то ему дают понять, что или он убивает Джакоби, или они убивают их обоих. Уорд выходит на улицу и наставляет на напарника прицел, но прежде решает узнать у него, почему же тот упустил напавшего на него орка. Джакоби сообщает, что потерял нападавшего в толпе, а затем в переулке нашёл уже непричастного к произошедшему орка, которого решил отпустить, так как люди-полицейские просто бы убили его, даже не став разбираться в произошедшем.
В это время коллеги-полицейские выходят на улицу, чтобы посмотреть, хватит ли у Уорда духа застрелить напарника, однако тот просто разворачивается и убивает продажных коллег. Джакоби оказывается в шоке от произошедшего и пытается арестовать Уорда, однако затем к ним приближается банда, возглавляемая бандитом по кличке Яд, который хочет заполучить волшебную палочку. Уорд и Джакоби берут Тикку и быстро уезжают с места, однако бандиты преследуют их.
Героям удаётся отстрелять нескольких бандитов, а затем спрятаться в укромном месте, однако затем головорезы все же находят их. Джакоби роняет сумку с палочкой, так что один из бандитов пытается схватить её, однако, прикоснувшись к ней, лишь аннигилирует себя и остальных головорезов. Лейла и её приспешники тем временем прибывают в дом, где все началось. Одна из выживших эльфиек сообщает ей, что Тикка предала их и забрала волшебную палочку. Лейла убивает её, а затем замечает, что за ними наблюдали соседи из дома напротив. От них она узнаёт, что Тикку забрали двое полицейских, после чего убивает и их.
Затем на место преступления прибывают Кандомир и Монтехью. Когда Кондомир понимает, что Лейла потеряла свою палочку, то осознаёт, что впервые за долгое время она оказывается уязвимой. Уорд, Джакоби и Тикка тем временем пробираются через стрип-клуб, где их вновь настигает Яд со своей бандой, так что начинается перестрелка. Героям удаётся сбежать и спрятаться на заправке, после чего они решают позвонить шерифу Родригесу, так как не уверены, что могут доверять полицейским из своего департамента. Однако Родригес в курсе, что Уорд убил полицейских, поэтому сковывает Уорда и Джакоби наручниками. После этого появляются эльфы, которые убивают шерифа, а героям вновь приходится спасаться бегством.
Вскоре их ловит оркская банда, которая отводит троицу к их лидеру Доргу, который также хочет завладеть палочкой. Дорг приказывает своему сыну Майки убить Джакоби, однако тот не делает этого, так как именно ему Джакоби ранее помог сбежать из переулка. Тогда Дорг сам убивает Джакоби. Однако Тикка достаёт волшебную палочку и использует её силу, чтобы воскресить орка. Другие орки оказываются изумлены происходящим, так что преклоняют перед ним колено и говорят, что именно о нём говорило пророчество. После этого троица спокойно уходит.
После этого Тикка впервые разговаривает с Уордом и Джакоби по-английски, так как только сейчас понимает, что может им доверять. Она сообщает им о планах Лейлы вернуть власть Темному лорду. Так же она сообщает, что вскоре умрёт из-за того, что использовала палочку, спасти её может только волшебный бассейн, расположенный в доме, где все началось. Уорд и Джакоби возвращают Тикку в дом, однако Лейла и другие эльфы уже там, так что между ними завязывается битва. Кажется, что напарникам удаётся победить, и Уорд опускает Тикку в бассейн, однако Лейла вновь встаёт и пытается завладеть своей палочкой, чтобы помешать ей, Уорд сам берёт её в руки. К своему удивлению, он не взрывается, а это означает, что он также Яркий. Тикка сообщает ему боевое заклинание, и он использует его против Лейлы. После применения этого заклинания от Лейлы и Тикки не остаётся и следа.
Уорд пробуждается в больнице рядом с напарником. Кандомир и Монтехью допрашивают их, и Джакоби сообщает им все, что произошло, однако Уорд понимает, что никому не нужна эта паника, поэтому они приходят с ФБР к консенсусу, что никаких эльфов и волшебной палочки в этом деле не было, а виной всему была банда преступников. После этого Уорда и Джакоби награждают за героизм, а в толпе они замечают Тикку, которая улыбается им.

## В ролях
| Актёры              | Персонажи        |
| ------------------- | ---------------- |
| Уилл Смит           | Дэрил Уорд       |
| Джоэл Эдгертон      | Ник Джакоби, орк |
| Нуми Рапас          | Лейла            |
| Люси Фрай           | Тикка            |
| Эдгар Рамирес       | Кандомер         |
| Хэппи Андерсон      | Монтехью         |
| Кеннет Чои          | агент Коулман    |
| Айк Баринхолц       | Гэри Хармайер    |
| Андреа Наведо       | Капитан Перес    |
| Брэд Уильям Хэнке   | Доргу            |
| Дон Оливьери        | Шерри            |
| Брэндон Ларракуэнте | Майк             |
| Кле Шахид Слоун     | OG Майк          |
| Алекс Мерас         | Серафин          |
| Мэтт Джеральд       |                  |
| Энрике Мурсиано     |                  |
| Джей Эрнандес       | Родригез         |
| Вероника Нго        | Тиен             |
| Крис Браунинг       | Серлинг          |

## Саундтрек
Саундтрек под названием Bright: The Album был выпущен на лейбле Atlantic Records 15 декабря 2017 года, всего за неделю до официального релиза фильма 22 декабря 2017 года.

### Чарты
| Чарты (2017–18)                        | Высшая позиция |
| -------------------------------------- | -------------- |
| Австралия (ARIA)                       | 85             |
| Канада (Canadian Albums Chart)         | 13             |
| Нидерланды (Album Top 100)             | 92             |
| Финляндия (Suomen virallinen lista)    | 18             |
| Германия (Offizielle Top 100)          | 97             |
| Новая Зеландия (RMNZ)                  | 24             |
| США (Billboard 200)                    | 48             |
| США (Billboard Top R&B/Hip-Hop Albums) | 28             |